# مهرداد کفشگری
مهرداد کفشگری (زادهٔ ۱۲ اردیبهشت ۱۳۶۶ در قائمشهر) بازیکن سابق فوتبال اهل ایران است که در پست هافبک بازی می‌کرد.
وی سابقه عضویت در تیم‌هایی مانند؛ پرسپولیس، راه‌آهن، سایپا، نساجی و تیم ملی جوانان ایران را دارد.